# Porta Ratumena
Die Porta Ratumena (auch porta Ratumenna und Rutumanna) war ein antikes Tor in Rom.
Das Tor wird in der antiken Überlieferung mehrfach erwähnt und stand auf nicht näher geklärte Art und Weise mit dem Kapitol in Verbindung. Der Sage wurde das Tor nach einem etruskischen Wagenlenker namens Ratumena benannt. Dessen Viergespann ging nach einer siegreichen Fahrt bei einem Rennen in Veji durch, fuhr, ohne sich aufhalten zu lassen, nach Rom. Dort angekommen, warfen die Pferde den Mann bei dem später nach ihm benannten Tor aus dem Wagen und töteten ihn. Anschließend fuhr das Gespann weiter und hielt erst an, nachdem es die aus Terrakotta geformte Quadriga des kapitolinischen Jupitertempels erreicht hatte.
Aus dem räumlichen Bezug der in der frühen Republik spielenden Sage wird eine Verbindung möglicherweise mit der Umfassungsmauer der kapitolinischen Area hergeleitet. Um ein Stadttor hat es sich demnach nicht gehandelt. Dennoch gab es Vorschläge, die porta Ratumena mit der porta Fontinalis zu identifizieren. Reste des Tores sind nicht erhalten.